# سرگی پارامونوف
سرگی پارامونوف (روسی: Серге́й Владимирович Парамонов؛ زادهٔ ۱۶ سپتامبر ۱۹۴۵) ورزشکار شمشیربازی اهل اتحاد جماهیر شوروی سوسیالیستی است.
وی در مسابقات کشوری و بین‌المللی در مجموع برندهٔ ۱ مدال برنز شده‌است.